# Осумасинта (муниципалитет)
Осумасинта (исп. Osumacinta) — муниципалитет в Мексике, штат Чьяпас, с административным центром в одноимённом посёлке. Численность населения, по данным переписи 2020 года, составила 3983 человека.

## Общие сведения
Название Osumacinta с языка науатль переводится как — склон обезьян.
Площадь муниципалитета равна 92,3 км², что составляет 0,1 % от площади штата, а наиболее высоко расположенное поселение Либертад-Кампесина, находится на высоте 1326 метров.
Он граничит с другими муниципалитетами Чьяпаса: на севере с Чикоасеном, на востоке с Сояло и Чьяпа-де-Корсо, на юге с Тустла-Гутьерресом, и на западе с Сан-Фернандо.

## Учреждение и состав
Муниципалитет был образован в 1915 году, по данным 2020 года в его состав входит 14 населённых пунктов, самые крупные из которых:
| Код INEGI                  | Населённый пункт                                                                      | Численность населения (2005 год) | Численность населения (2010 год) | Численность населения (2020 год) |
| -------------------------- | ------------------------------------------------------------------------------------- | -------------------------------- | -------------------------------- | -------------------------------- |
| 063                        | Всего                                                                                 | 3440                             | 3792                             | 3983                             |
| 0001                       | Осумасинта (исп. Osumacinta) 16°56′08″ с. ш. 93°05′29″ з. д. (административный центр) | 1810                             | 2023                             | 1989                             |
| 0008                       | Либертад-Кампесина (исп. Libertad Campesina) 16°52′43″ с. ш. 93°01′57″ з. д.          | 495                              | 580                              | 748                              |
| 0014                       | Триунфо-Аграриста (исп. Triunfo Agrarista) 16°51′18″ с. ш. 93°04′19″ з. д.            | 631                              | 651                              | 670                              |
| 0013                       | Нуэва-Эсперанса (исп. Nueva Esperanza) 16°54′17″ с. ш. 93°03′50″ з. д.                | 139                              | 164                              | 224                              |
| 0015                       | Эль-Параисо (исп. El Paraíso) 16°54′34″ с. ш. 93°04′08″ з. д.                         | 134                              | 141                              | 148                              |
| —                          | Прочие                                                                                | 231                              | 233                              | 204                              |
| Названия на карте Генштаба |                                                                                       |                                  |                                  |                                  |

## Экономическая деятельность
По статистическим данным 2000 года, работоспособное население занято по секторам экономики в следующих пропорциях:
- сельское хозяйство, скотоводство и рыбная ловля — 55,7 %;
- промышленность и строительство — 10,9 %;
- торговля, сферы услуг и туризма — 32,1 %;
- безработные — 1,3 %.

## Инфраструктура
По статистическим данным 2020 года, инфраструктура развита следующим образом:
- электрификация: 99,3 %;
- водоснабжение: 62,8 %;
- водоотведение: 97,5 %.

## Туризм
Основным видом туризма является водохранилище на плотине имени Мануэля Морено Торреса, где можно заняться водными видами спорта и рыбалкой.